# Mike Evans (acteur)
Pour les articles homonymes, voir Evans et Mike Evans (homonymie).
Mike Evans est un acteur américain (3 novembre 1949 - 14 décembre 2006) principalement connu pour son rôle de Lionel Jefferson dans la série-télé The Jeffersons, sitcom populaire des années 1970 aux États-Unis.